# TD-CDMA
TD-CDMA（てぃーでぃーしーでぃえむえー、Time Division - Code Division Multiple Access）は日本語で時分割複信 - 符号分割多元接続と訳される無線通信方式である。慶應義塾大学の中川正雄が開発したIMT-2000規格の一つ。データ通信で周波数帯域をより効率的に利用できるとされている。

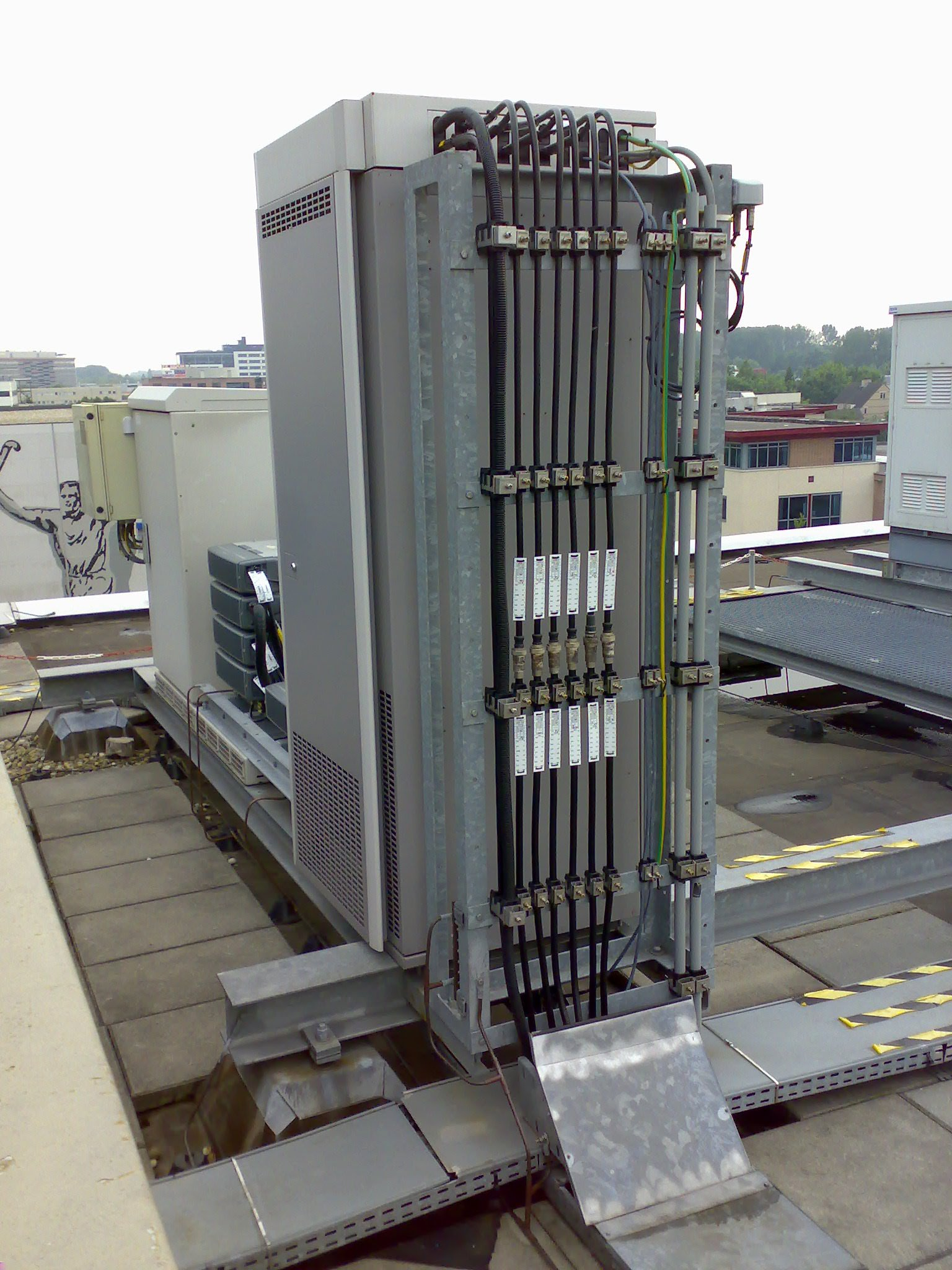

## 他の方式との比較
周波数分割複信 (FDD) では、上り・下り（端末から見て送信・受信）それぞれに周波数を割り当て、上り、下りの仕切りとなるガードバンドを設定しているのに対し、TD-CDMAが採用している時分割複信 (TDD) では一つの周波数に上り・下りを収容することが出来るので電波の利用効率がより高くなる。また、上り・下りで通信速度を非対称にすることもでき、データ通信を効率的に行えるとされている。また、無線局間の出力調整が精度良くできるため、移動局間の干渉が少なくできるとされている。
移動局間にも時分割多元接続を導入し、Joint Detectionと呼ばれる、符号分割の符号数の減少による符号間の直交性の向上による干渉の低減と、時間ダイバシティとを組み合わせたものも提案されている。

## 主な規格
TD-CDMA関連技術は、次にあげる各種の規格がある。

### IMT-TC
IMT-TC (Time Code) は、欧州ではUTRA-TDDと呼ばれ、IMT-2000で標準規格として承認されているものである。

#### TD-CDMA
狭義のTD-CDMA方式は、慶應義塾大学理工学部中川正雄教授（当時）によって開発された方式で、Internet Protocolに特化した方式であり、音声をVoIPで伝送する。

#### TD-SCDMA
TD-SCDMA (Synchronous CDMA) とは、中国・電信科学技術研究院、ドイツ・シーメンスなどが開発。移動局間を同期方式とし、より高速な通信が可能とされる。中国移動の村村通プロジェクトで使用されている。2009年には、中国移動で商用化サービスが開始された。
当方式の系譜に続くとされる3.9G世代では、TD-LTEと呼ばれる方式で策定を検討されている。

### TD-SCDMA (MC)
TD-SCDMA (MC) (Multi Carrier) は、MCSB (Multi-carrier Synchronous Beamforming) とも呼ばれる、5MHzの帯域で500kHz間隔の最大10の搬送波にして、複数アンテナの合成により特定の方向に指向性を持たせるスマートアンテナ技術を組み合わせ、TD-SCDMAを高速化したものである。
米Navini Networksのシュー・グアンハン博士が提案した。米国のT1委員会の承認をうけているがIMT-2000としては承認されていない。

### TD-CDMA R5
TD-CDMA (HSDPA) とも。

## 日本での状況
日本では、2016年現在利用されていない。かつては、新規参入事業者が採用する動きがあったが実現していない。
例として、アイピーモバイルは、2.0GHz帯のTD-CDMA方式によるデータ通信サービスへの参入を表明し、2005年9月に申請し、11月に事業用基地局の免許が認められた。2007年〜2008年頃に一部地域でサービス開始を予定していたが、資金不足からサービス開始が数回延期され、一時は、TD-SCDMA (MC) への通信方式の変更を発表していたが、結局は2007年10月30日に自己破産を申請し、総務省に免許を返上した。
なお、ソフトバンクグループのBBモバイルはTD-CDMA、イー・アクセスグループのイー・モバイルはTD-SCDMA (MC) で携帯電話に参入すると表明し実証実験も実施していたが、BBモバイルは当時のボーダフォン日本法人（現・ソフトバンク）を子会社化したことでBBモバイル自身で事業を行うことを取り止め（獲得した1.7GHz帯の事業免許も返上）、イー・モバイルは、「現実的な選択肢」を取ったことにより、W-CDMA (UMTS) に方式の変更を行った。